# Чехія на пісенному конкурсі Євробачення 2023
Чехія брала участь на пісенному конкурсі Євробачення 2023 у Ліверпулі, Велика Британія з піснею «My Sister's Crown» у виконанні гурту Vesna. Чеська телекомпанія Česká televize (ČT) організувала ESCZ 2023 в якості національного відбору на конкурс. Чехія пройшла до фіналу, де посіла десяте місце, набравши 129 балів.

## Передісторія
До конкурсу 2023 року Чехія брала участь у пісенному конкурсі Євробачення десять разів, починаючи з 2007 року. Країна брала участь у конкурсі тричі поспіль між 2007 і 2009 роками, не пройшовши до фіналу. Першою участю країни на Євробаченні стала участь у 2007 році, де країну представляв гурт Kabát з піснею «Malá Dáma», яка була повністю виконана на чеській мові. Після того, як Gipsy.cz з піснею «Aven Romale» посіли 18 (останнє) місце у своєму півфіналі в 2009 році, не набравши жодного балу, Чехія відмовилася від участі в конкурсі між 2010 і 2014 роками, посилаючись на низьку кількість переглядів і погані результати. Після повернення на конкурс у 2015 році та першої кваліфікації до фіналу в 2016 році, Чехія брала участь у чотирьох фіналах. У 2018 році країна отримала свій найкращий результат у фіналі, коли її представляв Міколаш Йозеф з піснею «Lie to Me», посівши 6 місце з 281 балом. У попередньому, 2022 році, країна вийшла у фінал, коли її представляв гурт We Are Domi із піснею «Lights Off», посівши 22 місце з 38 балами.
Чеська національна телерадіомовна компанія Česká televize (ČT) транслює подію в Чехії та організовує процес відбору для участі країни на конкурсі. У минулому мовник використовував як і національний фінал, так і внутрішній відбір, щоб вибрати представника країни на Євробаченні. ČT підтвердили свій намір брати участь на пісенному конкурсі Євробачення 2023 у жовтні 2022. Пізніше мовник підтвердив, що чеська заявка на конкурс 2023 буде обрана через національний фінал.

## Перед Євробаченням

### ESCZ 2023
ESCZ 2023 був національним фіналом, який організовала ČT для відбору чеського представника на пісенний конкурс Євробачення 2023. П’ять пісень і виконавців взяли участь у конкурсі, який відбувся 30 січня 2023 року в телевізійному центрі Кавчі гори у Празі, переможець буде обраний шляхом публічного голосування та оголошений 7 лютого 2023 року. Ведучим шоу став чеський співак і актор Адам Мішик і також шоу транслювалося через офіційний YouTube-канал пісенного конкурсу Євробачення та онлайн-платформу ČT iVysílání. Це вперше за 15 років, коли Чехія використовувала шоу в прямій трансляції для визначення свого учасника.

#### Учасники
Артисти та композитори мали змогу надіслати свої заявки ČT з 2 листопада 2022 року до 8 грудня 2022 року. Сольні виконавці повинні були мати чеське громадянство, а у групах, максимум шість учасників, принаймні один із головних вокалістів мав мати чеське громадянство. Подати пісні могли автори пісень будь-якої національності. На момент закриття прийому заявок телекомпанія отримала понад 170 заявок, переважно від чеських авторів. Спочатку було оголошено, що для участі в національному відборі буде відібрано три роботи. Однак пізніше Криштоф Шамал, глава чеської делегації, повідомив, що для участі в конкурсі було відібрано п’ять робіт. 16 січня 2023 року було оголошено остаточних п’ятьох учасників конкурсу:
| Виконавець      | Пісня                  | Переклад                     | Мова(и)                                    | Автор(и) пісні                                            |
| --------------- | ---------------------- | ---------------------------- | ------------------------------------------ | --------------------------------------------------------- |
| Маелла          | «Flood»                | Повінь                       | Англійська                                 | Міхаела Чарватова                                         |
| Маркета Ірглова | «Happy»                | Щасливий                     | Англійська                                 | Маркета Ірглова                                           |
| Родан           | «Introvert Party Club» | Клуб для вечірок інтровертів | Англійська                                 | Родан Тука, Ян Вавра, Джо Долман, Єппе Енгельбрехт Аппель |
| Pam Rabbit      | «Ghosting»             | Гостинг                      | Англійська                                 | Філіп Влчек, Памела Наріманян                             |
| Vesna           | «My Sister's Crown»    | Корона моєї сестри           | Чеська, англійська, українська, болгарська | Патриція Каньок Фуксова, Таніта Янкова, Катерина Ватченко |

#### Фінал
У ESCZ 2023 змагалися п’ять заявок, а переможець буде визначений виключно публічним голосуванням через офіційний додаток Євробачення. Результати були розділені на 70% від міжнародної аудиторії та 30% від чеської аудиторії. Голосування триває з 30 січня до 6 лютого 2023 року, а переможця буде оголошено 7 лютого 2023 року.
| № | Виконавець      | Пісня                  | Переклад                     | Бали Телеголосування | Бали Телеголосування | Бали Телеголосування | Місце |
| № | Виконавець      | Пісня                  | Переклад                     | Міжнародного         | Чеського             | Разом                | Місце |
| - | --------------- | ---------------------- | ---------------------------- | -------------------- | -------------------- | -------------------- | ----- |
| 1 | Маелла          | «Flood»                | Повінь                       | 504                  | 95                   | 599                  | 5     |
| 2 | Pam Rabbit      | «Ghosting»             | Гостинг                      | 2,799                | 1,417                | 4,216                | 2     |
| 3 | Маркета Ірглова | «Happy»                | Щасливий                     | 825                  | 184                  | 1,009                | 4     |
| 4 | Vesna           | «My Sister's Crown»    | Корона моєї сестри           | 7,083                | 3,501                | 10,584               | 1     |
| 5 | Родан           | «Introvert Party Club» | Клуб для вечірок інтровертів | 1,494                | 501                  | 1,995                | 3     |

### Популяризація пісні
Vesna кілька разів виступали в Європі, щоб спеціально популяризувати пісню «My Sister's Crown» перед Євробаченням. 1 квітня гурт виступив під час Polish Eurovision Party, яка відбулася в Praga Centrum у Варшаві, Польща. З 2 по 4 квітня вони брали участь у рекламних заходах у Тель-Авіві , Ізраїль, і виступав під час заходу Israel Calling, який відбувся в 11 ангарі порту Тель-Авів. 8 квітня гурт виступив під час заходу PrePartyES, який відбувся в залі La Riviera в місті Мадрид, Іспанія. 15 квітня гурт виступив під час заходу Eurovision in Concert, який проходив у концертному залі AFAS Live в Амстердамі, Нідерланди. 16 квітня гурт виступив на London Eurovision Party, що відбувся в залі Here at Outernet у Лондоні, Велика Британія.

## На Євробаченні
Відповідно до правил Євробачення, усі країни, за винятком країни-господарки та «Великої п’ятірки» (Франція, Німеччина, Італія, Іспанія та Великобританія), мають взяти участь в одному з двох півфіналів, щоб боротися за участь у конкурсі. Десять кращих країн з кожного півфіналу проходять до фіналу. Європейська мовна спілка(ЄМС) розділила країни-учасниць на шість різних кошиків на основі моделей голосування з попередніх конкурсів, причому країни зі сприятливою історією голосування були поміщені в один і той самий кошик. 31 січня 2023 року відбулося жеребкування, яке розмістило кожну країну в одному з двох півфіналів, а також у якій половині шоу вони виступатимуть. Чехія потрапила до першого півфіналу, який відбувся 9 травня 2023 року, і потрапила у другу половину шоу.
У березні 2023 року було оприлюднено офіційний порядок виступів у півфіналах, через що Чехія виступала під 13 номером, після Азербайджану та перед Нідерландами.
Усі шоу транслювалися в Чехії на ČT2 та коментувалися Яном Максіяном. ПРечником балів країни була Радка Росічка.

### Перший півфінал

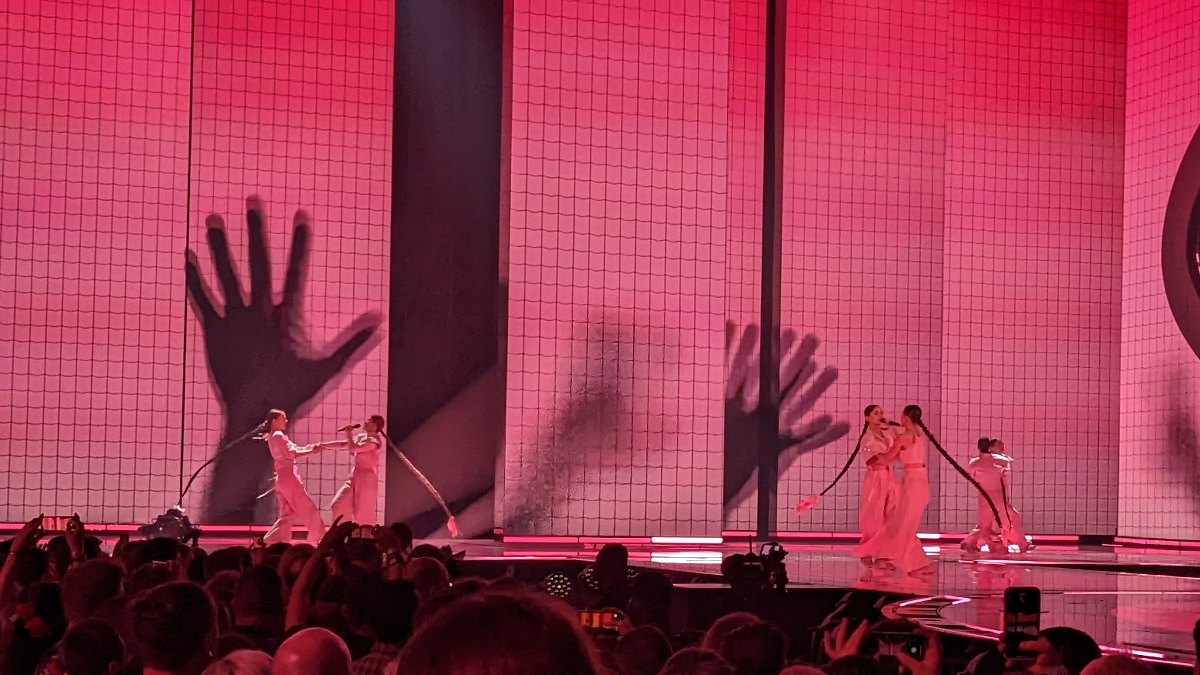
Vesna під час репетицій перед першим півфіналом

Vesna брали участь у технічних репетиціях 1 та 3 травня, потім у генеральних репетиціях 8 та 9 травня. Це включало шоу журі 8 травня, де професійне резервне журі кожної країни-учасниці першого півфіналу та Німеччини, Італії та Франції голосувало та їхні результати могли бути використаними, якщо виникли проблеми з публічним телеголосуванням.
Під час виступу в півфіналі учасники гурту Vesna з'явилися на сцені в довгих косах і в блідо-рожевих комбінезонах із сірою китицею. Кольори сцени змінювалися між блідо-рожевим, білим і чорним, а на світлодіодних екранах відображався текст пісні, відео з лицем учасників гурту та руки, що стукали по екрану. Під час другого приспіву учасники гурту пройшли шеренгою до меншої сцени, а потім утворили коло біля мосту, кружляючи навколо них. Художнім керівником вистави був Матяш Ворда, а режисером — Вітек Бєлоградський.
Чехія змогла кваліфікуватися до фіналу, зайнявши 4-е місце з 110-ма балами.

### Фінал
Незабаром після першого півфіналу відбулася прес-конференція для десяти країн, які кваліфікувалися до фіналу. У рамках цієї прес-конференції кваліфіковані артисти взяли участь у жеребкуванні, щоб визначити, у якій половині фіналу вони братимуть участь. Це жеребкування проводилося в тому порядку, у якому країни виступали у півфіналі. Під час цього жеребкування було вирішено, що Чехія виступатиме у другій половині шоу. Після цього жеребкування було визначено порядок виступів у фіналі, у якому Чехія виступала під 14 номером, після Фінляндії та перед Австралією.
12 і 13 травня гурт знову брав участь у генеральних репетиціях перед фіналом, включно з фіналом для журі, де професійне журі всіх країн віддало голоси для фіналу перед прямим ефіром. Вони повторили свій півфінальний виступ під час фіналу 14 травня.
У фіналі країна зайняла 10-те місце з 129-ма балами.

### Голосування
Під час голосування під час трьох шоу кожна країна присуджувала два набори балів від 1 до 8, 10 і 12: один від професійного журі та інший від телеголосування у голосуванні фіналу, тоді як голосування у півфіналі повністю базувалося на телеголосуванні. Журі кожної країни складалося з п’яти професіоналів музичної індустрії, які є громадянами країни, яку вони представляють. Судді оцінюють кожну заявку на основі виступів під час другої генеральної репетиції кожного шоу, яка відбувається ввечері перед кожним живим шоу, за набором критеріїв, включаючи: вокальний потенціал; сценічний виступ; композиція та оригінальність пісні і загальне враження від заявки. Також жодному члену журі не дозволяється обговорювати своє голосування з іншими членами або бути будь-яким чином пов'язаним з будь-якими діями, у яких інші члени журі не можуть голосувати неупереджено та незалежно. Індивідуальний рейтинг кожного члена журі в анонімній формі, а також результати загальнонаціонального телеголосування були опубліковані незабаром після фіналу конкурсу.
Нижче наведено бали, отриманих та відданих Чехією в першому півфіналі та фіналі конкурсу.

#### Бали нараховані Чехії
| Бали     | Телеголосування                        |
| -------- | -------------------------------------- |
| 12 балів | Фінляндія                              |
| 10 балів |                                        |
| 8 балів  | Ізраїль Італія Сербія Хорватія         |
| 7 балів  | Німеччина Норвегія Швеція              |
| 6 балів  | Нідерланди Португалія                  |
| 5 балів  | Азербайджан Латвія Молдова Решта світу |
| 4 бала   | Франція Швейцарія                      |
| 3 бали   | Ірландія                               |
| 2 бали   | Мальта                                 |
| 1 бал    |                                        |

| Бали     | Телеголосування                    | Журі                      |
| -------- | ---------------------------------- | ------------------------- |
| 12 балів |                                    | Швейцарія                 |
| 10 балів | Фінляндія                          |                           |
| 8 балів  |                                    | Нідерланди Фінляндія      |
| 7 балів  |                                    | Італія Португалія Україна |
| 6 балів  |                                    | Ісландія Словенія         |
| 5 балів  |                                    | Австрія Німеччина         |
| 4 бали   | Сербія                             | Ізраїль Норвегія Франція  |
| 3 бали   | Азербайджан Польща Хорватія Швеція | Бельгія Ірландія Швеція   |
| 2 бали   | Ізраїль Італія Україна             |                           |
| 1 бал    | Греція Латвія Молдова              | Кіпр Сербія               |

#### Бали нараховані Чехією
| Бали     | Телеголосування |
| -------- | --------------- |
| 12 балів | Ізраїль         |
| 10 балів | Норвегія        |
| 8 балів  | Фінляндія       |
| 7 балів  | Молдова         |
| 6 балів  | Швеція          |
| 5 балів  | Швейцарія       |
| 4 бали   | Хорватія        |
| 3 бали   | Сербія          |
| 2 бали   | Португалія      |
| 1 бал    | Латвія          |

| Бали     | Телеголосування | Журі      |
| -------- | --------------- | --------- |
| 12 балів | Україна         | Україна   |
| 10 балів | Фінляндія       | Швеція    |
| 8 балів  | Ізраїль         | Вірменія  |
| 7 балів  | Норвегія        | Австралія |
| 6 балів  | Швеція          | Словенія  |
| 5 балів  | Молдова         | Фінляндія |
| 4 бали   | Хорватія        | Італія    |
| 3 бали   | Словенія        | Іспанія   |
| 2 бали   | Вірменія        | Естонія   |
| 1 бал    | Італія          | Німеччина |

#### Детальні результати голосування з Чехії
| №  | Країна      | Телеголосування | Телеголосування |
| №  | Країна      | Місце           | Бали            |
| -- | ----------- | --------------- | --------------- |
| 01 | Норвегія    | 2               | 10              |
| 02 | Мальта      | 12              |                 |
| 03 | Сербія      | 8               | 3               |
| 04 | Латвія      | 10              | 1               |
| 05 | Португалія  | 9               | 2               |
| 06 | Ірландія    | 14              |                 |
| 07 | Хорватія    | 7               | 4               |
| 08 | Швейцарія   | 6               | 5               |
| 09 | Ізраїль     | 1               | 12              |
| 10 | Молдова     | 4               | 7               |
| 11 | Швеція      | 5               | 6               |
| 12 | Азербайджан | 11              |                 |
| 13 | Чехія       |                 |                 |
| 14 | Нідерланди  | 14              |                 |
| 15 | Фінляндія   | 3               | 8               |

До чеського журі увійшли:
- Лукаш Хромек
- Мілош Двожачек
- Ана Марія де Альмейда
- Єлизавета Копецька
- Катежина Кралова

| №  | Країна          | Журі   | Журі   | Журі   | Журі   | Журі   | Журі  | Журі | Телеголосування | Телеголосування |
| №  | Країна          | Журі 1 | Журі 2 | Журі 3 | Журі 4 | Журі 5 | Місце | Бали | Місце           | Бали            |
| -- | --------------- | ------ | ------ | ------ | ------ | ------ | ----- | ---- | --------------- | --------------- |
| 01 | Австрія         | 14     | 15     | 24     | 12     | 4      | 12    |      | 13              |                 |
| 02 | Португалія      | 16     | 12     | 14     | 17     | 16     | 20    |      | 24              |                 |
| 03 | Швейцарія       | 18     | 9      | 10     | 16     | 14     | 16    |      | 14              |                 |
| 04 | Польща          | 25     | 21     | 8      | 10     | 20     | 19    |      | 11              |                 |
| 05 | Сербія          | 17     | 20     | 19     | 22     | 23     | 22    |      | 16              |                 |
| 06 | Франція         | 20     | 16     | 25     | 23     | 22     | 23    |      | 15              |                 |
| 07 | Кіпр            | 10     | 11     | 6      | 13     | 25     | 14    |      | 18              |                 |
| 08 | Іспанія         | 5      | 8      | 22     | 6      | 10     | 8     | 3    | 23              |                 |
| 09 | Швеція          | 1      | 2      | 2      | 11     | 5      | 2     | 10   | 5               | 6               |
| 10 | Албанія         | 4      | 19     | 21     | 14     | 11     | 13    |      | 21              |                 |
| 11 | Італія          | 22     | 4      | 4      | 7      | 21     | 7     | 4    | 10              | 1               |
| 12 | Естонія         | 7      | 13     | 16     | 5      | 12     | 9     | 2    | 17              |                 |
| 13 | Фінляндія       | 24     | 25     | 3      | 3      | 6      | 6     | 5    | 2               | 10              |
| 14 | Чехія           |        |        |        |        |        |       |      |                 |                 |
| 15 | Австралія       | 2      | 5      | 5      | 21     | 3      | 4     | 7    | 22              |                 |
| 16 | Бельгія         | 12     | 14     | 9      | 19     | 15     | 18    |      | 20              |                 |
| 17 | Вірменія        | 3      | 3      | 11     | 4      | 1      | 3     | 8    | 9               | 2               |
| 18 | Молдова         | 19     | 18     | 20     | 24     | 24     | 25    |      | 6               | 5               |
| 19 | Україна         | 8      | 1      | 1      | 1      | 7      | 1     | 12   | 1               | 12              |
| 20 | Норвегія        | 21     | 17     | 13     | 20     | 17     | 21    |      | 4               | 7               |
| 21 | Німеччина       | 15     | 24     | 12     | 25     | 2      | 10    | 1    | 12              |                 |
| 22 | Литва           | 6      | 10     | 15     | 15     | 13     | 15    |      | 19              |                 |
| 23 | Ізраїль         | 11     | 6      | 17     | 9      | 9      | 11    |      | 3               | 8               |
| 24 | Словенія        | 13     | 7      | 7      | 2      | 8      | 5     | 6    | 8               | 3               |
| 25 | Хорватія        | 9      | 23     | 18     | 8      | 19     | 17    |      | 7               | 4               |
| 26 | Велика Британія | 23     | 22     | 23     | 18     | 18     | 24    |      | 25              |                 |